# Conco (Itàlia)
|  | Per a altres significats, vegeu «Conco». |

Conco (cimbri Kunken) és un municipi italià, dins de la província de Vicenza. Fou un dels municipis de la Federació de les Set Comunes, on hi vivien membres de la minoria alemanya dels cimbris, tot i que ja no parlen la seva llengua. L'any 2007 tenia 2.220 habitants. Limita amb els municipis d'Asiago, Lusiana, Bassano del Grappa, Campolongo sul Brenta, Marostica i Valstagna.

## Administració
| Període | Identitat      | Partit        |
| ------- | -------------- | ------------- |
| 2008-   | Roberto Trotto | Llista cívica |